# CYTH3
CYTH3 (англ. Cytohesin 3) – білок, який кодується однойменним геном, розташованим у людей на короткому плечі 7-ї хромосоми. Довжина поліпептидного ланцюга білка становить 400 амінокислот, а молекулярна маса — 46 349.
| 10         |  | 20         |  | 30         |  | 40         |  | 50         |
| ---------- |  | ---------- |  | ---------- |  | ---------- |  | ---------- |
| MDEDGGGEGG |  | GVPEDLSLEE |  | REELLDIRRR |  | KKELIDDIER |  | LKYEIAEVMT |
| EIDNLTSVEE |  | SKTTQRNKQI |  | AMGRKKFNMD |  | PKKGIQFLIE |  | NDLLQSSPED |
| VAQFLYKGEG |  | LNKTVIGDYL |  | GERDEFNIKV |  | LQAFVELHEF |  | ADLNLVQALR |
| QFLWSFRLPG |  | EAQKIDRMME |  | AFASRYCLCN |  | PGVFQSTDTC |  | YVLSFAIIML |
| NTSLHNHNVR |  | DKPTAERFIA |  | MNRGINEGGD |  | LPEELLRNLY |  | ESIKNEPFKI |
| PEDDGNDLTH |  | TFFNPDREGW |  | LLKLGGGRVK |  | TWKRRWFILT |  | DNCLYYFEYT |
| TDKEPRGIIP |  | LENLSIREVE |  | DPRKPNCFEL |  | YNPSHKGQVI |  | KACKTEADGR |
| VVEGNHVVYR |  | ISAPSPEEKE |  | EWMKSIKASI |  | SRDPFYDMLA |  | TRKRRIANKK |
|            |  |            |  |            |  |            |  |            |

A: Аланін

C: Цистеїн

D: Аспарагінова кислота

E: Глутамінова кислота

F: Фенілаланін

G: Гліцин

H: Гістидин

I: Ізолейцин

K: Лізин

L: Лейцин

M: Метіонін

N: Аспарагін

P: Пролін

Q: Глутамін

R: Аргінін

S: Серин

T: Треонін

V: Валін

W: Триптофан

Задіяний у такому біологічному процесі, як альтернативний сплайсинг. 
Білок має сайт для зв'язування з ліпідами. 
Локалізований у клітинній мембрані, цитоплазмі, мембрані.